# 佩拉隆索村
佩拉隆索村，是西班牙卡斯蒂利亚-莱昂萨拉曼卡省的一个市镇。 总面积32平方公里，总人口340人（2001年），人口密度11人/平方公里。